# Всемирная выставка (1904)
Выставка «Покупка Луизианы» (англ. Louisiana Purchase Exposition), неофициально известная как Всемирная выставка в Сент-Луисе, была всемирной выставкой, проходившей в Сент-Луисе, Миссури, США, с 30 апреля по 1 декабря 1904 года.
Выставка-ярмарка была приурочена к столетию приобретения у Первой Французской республики Соединёнными Штатами Америки земель бассейна Миссисипи, включая Луизиану (Луизианская покупка), и названа в честь неё.
Выставка стала выразителем империализма и расового восприятия, а также оказала влияние на интеллектуалов по темам истории, искусствоведения, архитектуры и антропологии. Обычному посетителю выставка пропагандировала развлечения, потребительские товары и популярную культуру.

## Выставка
Для финансирования мероприятия были использованы местные, государственные и федеральные средства на общую сумму 15 миллионов долларов. Более 60 стран и 43 из 45 американских штатов разместили свои выставочные площади на ярмарке, которую посетили около 19,7 миллионов человек.

Отличительной чертой данной выставки был её размах. Один только сельскохозяйственный павильон занимал 324 тысячи м², а всего к выставке было построено 1500 зданий, соединённых дорожками общей длиной 120 км. Даже основные павильоны невозможно было обойти меньше чем за неделю. Почти все павильоны были из гипса и рассчитаны на непродолжительное использование, однако в двух из них до сих пор помещаются основные музеи города — художественный и исторический.
- Карта парка
- Здание администрации
- Дворец свободных искусств
- Дом торжеств
- Здание электричества ночью

В рамках выставки в Сент-Луисе были проведены летние Олимпийские игры 1904 года.

Состоялись премьеры новых музыкальных произведений, в том числе с использованием крупнейшего в мире органа. Многим американцам выставка запомнилась как идиллический срез тех лет, которые предшествовали мировым войнам; этой ностальгией проникнут киномюзикл «Встретимся в Сент-Луисе» (1944).
- Серия почтовых марок, выпущенных в честь выставки

## Изобретения
Многие из представленных изобретений были предшественниками предметов, ставшие впоследствии неотъемлемой частью современной жизни. Во «Дворце электричества» было продемонстрировано новое применение электричества и световых волн в области связи и медицины. Согласно статье У. Э. Голдсборо в «Harper’s Weekly», начальник Департамента электроэнергетики выставки стремился развеять у людей ложные представления об электричестве, в которые тогда верили многие простые люди. Во «Дворце транспорта» были представлены новые и усовершенствованные средства передвижения, которые произведут революцию в области транспорта. Беспроводной телефон (радиофон), изобретённый Александром Грейамом Беллом, был представлен на этой вставке. Этот радиофон состоял из звуко-светового передатчика и светозвукового приёмника и из «Дворца электричества» транслировал музыку или речь на приёмник во внутреннем дворе. Посетители слышали передачу, поднося беспроводной приёмник к уху. Радиофон впоследствии превратился в радио и телефон.
Изобретённый в 1888 году американским инженером Элишей Греем телеавтограф стал предшественником современных факсов. В 1900 году ассистент Фостера Ричи усовершенствовал устройство, чтобы представить его на Всемирной выставке 1904 года, удивляя изобретением в последующие 30 лет.
На выставке были представлены лучи Финзена, за которые изобретатель Нильс Рюберг Финзен в 1903 году был удостоен Нобелевской премии «в деле лечения болезней — особенно обыкновенной (туберкулёзной) волчанки». Это изобретение положило начало фототерапии. Также был представлен работающий ренгеновский аппарат, появившийся благодаря открытию Вильгельма Конрада Рентгена. В нынешнее время ренген успешно используется в больницах и аэропортах.
Изобретённый в 1888 году профессорами Аланом М. Томасом и Уильямом Чемпионом инкубатор для младенцев не получил заслуженного внимания. Поэтому для популяризации устройство с недоношенными младенцами выставлялись на Всемирных выставках 1897, 1898, 1901 и 1904 годов. В газетах об изобретении писали как о «замечательном методе сохранения жизни».

## Появление новых продуктов питания
Утверждается, что ряд продуктов питания был изобретен на выставке. По одной версии, так появился вафельный рожок мороженого, по другой — он был не придуман на выставке, а лишь заслужил популярность. Другие утверждения касательно гамбургера и хот-дога (оба традиционные американские продукты), арахисовой пасты, чая со льдом и сахарной ваты более сомнительны, однако, они могли также просто получить популярность у покупателей во время выставки. «Dr Pepper» и хлопья «Puffed Wheat» были впервые представлены национальной аудитории на выставке. Дочь рабов, Энни Фишер, представила на выставке своё бисквитное печенье, заслужившее популярность в её родном городе Колумбия, Миссури, за что была удостоена золотой медали. Позже президент Уильям Говард Тафт во время своего визита в Миссури в 1911 году отведал это печенье. На выставке также была представлена жёлто-коричневая горчица.
Хотя на выставке не было представлено так много продуктов питания, как утверждалось, она представила, по сути, первый в Америке фуд-корт. Посетители могли попробовать разнообразные продукты быстрого приготовления, пообедать в десятках ресторанов или просто прогуляться по улице с продающейся едой. Как сказал один историк о выставке, можно было позавтракать во Франции, перекусить на Филиппинах, пообедать в Италии и поужинать в Японии.

## Человеческий зоопарк
Вниманию зрителей были представлены новые развлечения — «человеческий зоопарк» с представителями туземных племён Африки и Океании и многочасовые реконструкции сражений англо-бурской войны, в которых принимали участие ветераны войны, включая генералов с обеих сторон.
В результате Испано-американской войны США получили контроль над Гуамом, Филиппинами и Пуэрто-Рико. Пуэрто-Рико получило квазиавтономное правительство в качестве «заморской провинции» Испании, а Филиппины, провозгласившие независимость после Филиппинской революции 1896—1899 годов, боролись с аннексией США в ходе филиппино-американской войны 1899—1902 годов. Эти районы спорным образом стали территориями США в 1899 году, и местные жители оттуда были привезены для демонстрации на выставке 1904 года.
Из 1102 филиппинцев 700 — филиппинские скауты и филиппинская полиция, подавлявшая конфликты среди филиппинцев и между филиппинцами и организаторами выставки. Представленные апачи с юго-запада США и филиппинские игороты были отмечены как «примитивные». На территории филиппинской резервации находилась школа, в которой учили учеников-игоротов. Создание и эксплуатация филиппинской резервации на выставке обошлись в 1,1 миллиона долларов (что эквивалентно 37,3 миллионам долларов в 2023 году). Жертвы торговли людьми жили в тяжёлых условиях и многие погибли. Места для захоронения на двух кладбищах Сент-Луиса были подготовлены заранее; однако традиционные методы захоронения были запрещены. Некоторые люди из человеческого зоопарка умерли в пути или во время выставки; их тела незамедлительно вывезли, а похоронные обряды проводились без их тел на глазах у ничего не подозревающих посетителей выставки. Организаторы устраивали этнографическую демонстрацию обычаев, повторявшуюся изо дня в день.
Четырнадцать тотемных столбов, два дома и каноэ с аляскинской выставки, а также представители народа тлинкитов юго-восточной Аляски были привезены и представлены на выставке 1904 года. Известная корзинщица Мэри Бенсон из народа помо, чьи работы представлены в Смитсоновского институте и Национальном музее американских индейцев должна была демонстрировать своё поразительное умение плетения корзин. Для демонстрации успехов обучения в индейских интернатах и программ по ассимиляции проводились спортивные мероприятия, такие как баскетбольный турнир. В подтверждение проводимой политики ассимиляции демонстрировалась баскетбольная команда девочек индейской школы Форт Шоу, которую объявили «чемпионами мира» после их побед над каждой командой в местных интернациональных соревнованиях.
Главная цель выставки заключалась в продвижении новой роли США как морской империи, сравнение «современного» с «примитивным» подкрепляло теорию о расовом превосходстве, а демонстрация жизни коренных американцев и филиппинцев создавала эффект преемственности между экспансией на запад континента и новой заморской империей. Расистские понятия и эпитеты, использовавшиеся внутри страны, проникли в среду иностранных посетителей выставки и распространились в других странах.